# Plethodontohyla notosticta
Plethodontohyla notosticta är en groddjursart som först beskrevs av Günther 1877.  Plethodontohyla notosticta ingår i släktet Plethodontohyla och familjen Microhylidae. IUCN kategoriserar arten globalt som livskraftig. Inga underarter finns listade i Catalogue of Life.